# Roccavivara
Roccavivara község (comune) Olaszország Molise régiójában, Campobasso megyében.

## Fekvése
A megye nyugati részén fekszik. Határai: Castelguidone, Castelmauro, Celenza sul Trigno, Montefalcone nel Sannio, San Giovanni Lipioni és Trivento.

## Története
Első írásos említése a 13. századból származik, de a régészeti leletek tanúsága szerint a vidék már az ókorban lakott volt. A következő századokban nemesi birtok volt. A 19. században nyerte el önállóságát, amikor a Nápolyi Királyságban felszámolták a feudalizmust.

## Népessége
A népesség számának alakulása:

## Főbb látnivalói
- Santa Maria di Canneto-templom